# Google Опросы
Google Опросы  (англ. Google Opinion Rewards) — инструмент маркетинга, созданный компанией Google, и существующий в виде мобильного приложения для iOS и Android, в котором пользователи могут проходить опросы и получать денежное вознаграждение. Это вознаграждение можно использовать в магазине Google Play для покупки платного контента в течение 1 года, а для пользователей iOS доступен вывод средств на кошелёк в системе PayPal.  
Для того, чтобы работать с этим инструментом, требуется иметь аккаунт Google. При этом, функция переключения между аккаунтами недоступна.
Инструмент работает в связке с сервисом Google Surveys, в котором создаётся опрос, а распространение и сбор ответов происходит через «Google Опросы».

## История
В декабре 2016 года Google сделала приложение доступным в Швейцарии.
В мае 2017 года Google открыла доступ к приложению в Индии, Сингапуре и Турции.
В мае 2018 года Google объявила, что включит Cross Media Panel, ещё одну из своих программ, основанных на вознаграждениях, в программу «Google Опросы».
В декабре 2019 года Google сделала приложение доступным для пользователей Тайваня.
В январе 2020 года Google сделала приложение доступным для Польши, Чили, Малайзии, Гонконга, Австралии, Австрии, Бельгии, Бразилии, Канады, Дании, Франции, Германии, Италии, Японии, Мексики, Нидерландов, Новой Зеландии, Норвегии, Испании, Швеции, Великобритании, США и Объединенных Арабских Эмиратов.
В ноябре 2020 года приложение стало доступно в Таиланде.
Сейчас приложение доступно для скачивания в 34 странах.

## Вознаграждения
За прохождение одного опроса пользователь может заработать от 10 центов до $1. Вывод средств возможен при накоплении от $2 на аккаунте.

## Ответы и верификация
Сервис неоднократно критиковали за наличие нерепрезентативных ответов в выборках из-за финансовой мотивации пользователей, из-за чего пользователь хочет пройти больше опросов и потратить меньше времени. Google добавил формат проверочных вопросов, которые позволяют системе понять, читал ли пользователь сам вопрос или просто внес ответ в форму. Если пользователь неверно отвечает на эти вопросы, он помечается отдельным свойством и в дальнейшем ему доступно меньше опросов в сервисе.